# 美國隱私權法
美國隱私權法體現了幾個不同的法律概念。在侵犯隱私上，法律允許受害方提起訴訟，對非法侵犯個人私務、披露私人信息，或挪用他人名字謀取私利。一般而言，公眾人物有較少的隱私。

## 歷史
Warren和路易斯·布蘭迪斯在1890年，於《哈佛法學評論》第4期所提出的「隱私權」（The Right to Privacy）一文，為隱私權領域最早的專論。在這篇文章中，Warren 與布蘭迪斯主張「不受干擾的權利」（right to be let alone）(亦有譯為獨處權)，許多論點對於後來的實務見解和學說，至今仍有很大的影響。該文認為個人對思想、情緒和感受等與自身相關的事務的公開與否具有權利，不過隱私權不是絕對，必須受到公共利益以及本人同意的限制。
1960年，William L. Prosser教授在《加州法學評論》上發表的「隱私」（Privacy） 一文，提出四種侵害類型：
- 不合理的干擾私人領域（侵犯隱密）
- 公開使人困窘的私人事實（公開揭露）
- 使用真實的訊息，造成錯誤的印象（扭曲形象）
- 未經授權盜用個人的名稱或肖像（濫用肖像）

Griswold v. Connecticut（1965年）一案中，由道格拉斯（Justice Dauglas）主筆的判決書中，通過暈影理論（Penumbra）來推定憲法上隱私權的成立，即憲法修正案中除了明確列舉的明示權利外，尚有邊緣性的權利，這些邊緣性的權利包含於憲法修正案中所確立的具體基本權利條款中，如第1修正案信仰自由、言論和出版自由中包含結社自由、選擇公立或私立或教會學校的自由等；又如第3修正案禁止士兵在和平時期未經房主同意駐紮在其住宅，這包含了隱私權的內容；還有如第4修正案禁止不合理的搜查和逮捕中包含的隱私權內容。
美國學者Alan F. Westin，於1967年提出隱私權的四項功能，即為個人自主、情緒釋放、自我評估與受到有限保護的溝通，這四點可作為隱私權應受到保護的理由。

## 保護範圍
以下舉美國法的重要案例介紹隱私權的保護範圍，值得注意的是，學者王澤鑑將美國隱私權個案的保障範圍，分為「生育自主、家庭自主、個人自主以及資訊隱私」四類。

### 人的保護範圍
於Roe v. Wade（1973年）一案中，美國聯邦最高法院承認婦女的「墮胎權」，受到憲法隱私權的保護。於Lawrence v. Texas （2003年）案中，美國聯邦最高法院認為德州處罰同性戀的性行為，侵害了個人最私密的行為以及場所。
專業人士，譬如醫生、神父、律師等等，洩漏隱私權可能構成侵權並吊銷執照。譬如Humphers v. First Interstate Bank of Oregon（1985年）中，醫生採用私密訊息使女兒找到了親生母親。但此種對於特殊關係的保護並非必然，於Whalen v. Roe（1977年）案中，對於紐約州法律規定，部分藥物的處方應做成紀錄並儲存於官方電腦，法院認為將此資訊對醫生、保險公司等單位公開，並不當然會對隱私權構成侵害。
法人沒有隱私權（參考California Bankers Ass'n v. Schultz 1974年一案），但「商業機密」則被視為財產權。

### 事物的保護範圍
於Katz v. U.S（1967年）中，法院認為警察錄下於公共電話亭的談話，由於說話的人在電話亭中有著「隱私權的合理預期」，違反增修條文第4條。於Stanley v. Georgia（1969年）中，於家中擁有的猥褻物品並非犯罪；於Eisenstadt v. Baird（1972年）中，法院認定禁止提供避孕方法與未婚者的法律違憲；於Winston v. Lee（1985年）中，法院認為藉由手術獲得證據是不合理的。
在聯邦及多數的州裡，一個人對於「垃圾」裡的東西，沒有隱私權的合理預期。將垃圾放在住家附近的垃圾桶，或著不透明的袋子裡，即已經放棄對於垃圾的任何財產利益。於California v. Greenwood（1988年）中，法院認為即便沒有令狀（warrant），警察也可以對準備丟掉的垃圾搜索，理由之一為，當垃圾被放在街道上的時候，可能被動物、小孩、回收者、好事者等等接觸。

## 侵害
William L. Prosser 教授在「加州法學評論」上發表的「隱私」一文，提出四種侵害類型：
- 不合理的干擾私人領域
- 公開真實的私人事實
- 使用真實的訊息，造成錯誤的印象
- 未經授權盜用個人的名稱或肖像

須特別注意的是，濫用肖像和「公開權」（right of publicity）的區別，公開權係為了保護未經授權的，對個人名稱或圖片逕行商業上的運用。

## 基本權衝突

### 新聞自由與隱私權
新聞自由受美國憲法增修條文第1條所保障，而隱私權於憲法中並未明示。一般說來，公開公眾人物的真實事件，隱私權的保障程度較低，公眾人物於誹謗罪中很難獲勝。譬如N.Y. Times v. Sullivan（1964年）所建立的「真實惡意原則」（actual malice rule）。此外，於Sidis v. F-R Pub. Corp（1940年）中，對於早期曾為數學天才兒童，但後來並未於數學領域發展，且曾因犯罪入獄的報導，法院認為由於其公眾人物的特質仍然存在，新聞對於其長大後發展的關切具有正當性。
但新聞自由並非總是受到保護，於Daily Times Democrat v. Graham（Ala. 1964年）中，州法院認為，報紙刊出婦女的裙子被風吹起來的畫面，並不具有合法的新聞利益，而係對隱私權的侵害。

### 新聞自由、隱私權與公開權
公眾人物有權對肖像或名稱進行商業上使用控制的權利，這與隱私權與新聞自由並無衝突。於Zacchini v. Scripps-Howard Broadcasting（1977年）中，對於電視台偷偷拍攝馬戲團的表演，並在電視新聞中播放，法院認為電視台並不能主張新聞自由免責。